# Denis Odoi
Denis Frimpong Odoi (Leuven, 27 de maio de 1988) é um futebolista profissional belga que atua como lateral-direito. Atualmente, joga no Brugge.

## Carreira

### Oud-Heverlee Leuven
Denis Odoi se profissionalizou no clube local Oud-Heverlee Leuven, em 2006.

### Fulham
Denis Odoi se transferiu ao Fulham, em 2016.

## Títulos
Fulham
- EFL Championship play-offs: 2017–18[2]